# Ari Hercílio
Ari Hercílio Barbosa (Porto Alegre, 18 agosto 1941 – Rio de Janeiro, 18 novembre 1972) è stato un calciatore brasiliano, di ruolo difensore.